# 사귀는 사람 있니
"사귀는 사람 있니"(Are You Seeing Anyone)는 한국에서 제작된 김형주 감독의 2002년 드라마, 멜로/로맨스 영화이다. 김태훈 등이 주연으로 출연하였다.

## 출연

### 주연
- 김태훈
- 정유미

## 기타
- 믹싱: 공태원